# Negoiești, Gorj
Negoiești este un sat în comuna Prigoria din județul Gorj, Oltenia, România.

## Vezi și
- Biserica Nașterea Maicii Domnului din Negoiești

 Acest articol despre o localitate din județul Gorj este deocamdată un ciot. Puteți ajuta Wikipedia prin completarea lui.